# Procambarus kilbyi
Procambarus kilbyi är en kräftdjursart som först beskrevs av Hobbs 1940.  Procambarus kilbyi ingår i släktet Procambarus och familjen Cambaridae. IUCN kategoriserar arten globalt som livskraftig. Inga underarter finns listade i Catalogue of Life.